# Móksa
Móksa vagy moksa (szanszkrit: मोक्ष, nyugati átírással moksha) az ind filozófiában és vallásokban használt szó, melynek jelentése: megszabadulás, (fel)szabadulás, eleresztés. Vimukti, vimutti, mukti néven is említik.

## Hinduizmus
A kifejezés szabadulást jelent  a születés és a halál örök körforgásából, a szanszára vagy másképp a reinkarnáció kötelékéből. Ez a szabadulás nem megsemmisülést jelent, hanem a nirvána elérését; a móksa nem más, mint a karmától nyert függetlenség.
A Védák közlése alapján minden teremtett létforma szenvedés természetű, de az ember lelke, „önvalója” (átman, purusa) elpusztíthatatlan, és ez túléli a fizikai halált és újraszületések sorozatán keresztül, lépésről lépésre képes felhalmozni a megszabadító bölcsességet és leépíteni a karmikus adósságot, hogy végül elérje a megszabadulást (móksa) a létforgatagból (szanszára) és átlépjen a nem teremtett, szenvedésmentes, magasabb rendű, tiszta, szellemi létállapotba.
Más vallásoktól eltérően a hinduizmus rendszere nem jelenti ki, hogy a végső megszabadulás - vagy nyugati szóhasználattal az üdvözülés - csak és kizárólag egy úton érhető el, de általában három fő út különböztethető meg:
- karma-márga (a tettek útja)
- dnyána-márga (a tudás vagy filozófiai igazság útja)
- bhakti-márga (az áhítatos odaadás útja)

Minden út (márga, jóga) közös célja a megszabadulás, azaz az átman kiválása a testből és a formák májá (illúzió) világából, és Brahman (a legfelsőbb lélek, abszolút önvaló) elérése, amelyben a jó és rossz, az élőlények és dolgok, a férfi és nő minden ellentéte megszűnik.

### Irányzatonként
A szánkhja bölcseletében a szabadulás útja háromrétű. Ez azt jelenti, hogy a megszabadulás mindhárom összetevőjét, rétegét meg kell valósítani. A megszabadulás három összetevője a következő:
- a pradnyá, az intuitív bölcsesség kifejlesztése a tudás növelése útján
- vairágja, azaz szenvedélymentesség. A vairágja megvalósítása a vágy, a gyűlölet és a szenvedélyek elcsitítása útján
- a purusa (szellem) és a prakriti (anyag) szétválasztása. Ennek eléréséhez a megkülönböztetés tudásának (vivéka) megszerzésére van szükség. A purusa elszakadásával, különválásával bekövetkezik a jelenségek világától való teljes eloldódás, s felszámolásra kerül minden, amit addig érdemnek hittünk. A purusa visszanyeri teljes szabadságát és nem merül bele többé a prakritibe, hanem figyelmét önmaga felé fordítja.[1]

A vaisnava hagyomány azt tanítja, hogy a bhakti-jógának (az odaadás jógájának) folyamata szabadítja fel az embert a szanszára kerekéből. 
A Rádzsa-Jóga is hangsúlyozza, hogy a bhakti a legrövidebb és leggyorsabb út a felszabaduláshoz, a móksához.
A szamádhit, Istennel való egyesülést semmi sem idézi elő olyan biztosan és gyorsan, mint az Isten iránti odaadás. Az elszigeteltségnek, az Istentől való elszakadásnak igazi oka az avidjá (a tudatlanság), amely az egyéni létformában, az Énben külön valóságot lát. Az Isten iránti odaadás tüzében elhamvad az önös Én, az igazi akadály megszűnik és nem áll már a lélek és Isten közé; az eredendő egység helyreáll köztük, hiszen lényegében egyek. Az így felszabadult embert bhakti-jóginak nevezik. A védikus irodalom alapján az embernek felül kell kerekednie az "én" + "enyém" hamis téveszméin.
A jógában általánosan elfogadott, hogy sok út vezet a megvilágosodáshoz és a megszabaduláshoz, de valójában csak pár fő út létezik. 
A krija-jóga módszere a tapasz (önfegyelem, önmegtagadás), a szvádhjája (öntanulmányozás, önnevelés és a szent iratok tanulmányozása) és az ísvara-pranidhána (Isten iránti teljes odaadás) együttes alkalmazásával juttat el a megszabaduláshoz. A klasszikus jóga rendszere ezt nyolc fokozaton keresztül kívánja megvalósítani. A nyolc fokozat azt is jelenti, hogy hogy valamennyi fokozatot párhuzamosan és rendszeresen gyakorolni kell. Ezek: 
jama = erkölcsi tilalmak; nijama = erkölcsi kötelességek; ászanák = sajátos testhelyzetek; pránájáma = légzésszabályozás; pratjáhára = a tudat visszavonása a külvilágról; dháraná = koncentráció, szellemi összpontosítás; dhjána = szellemi elmélyedés, meditáció; szamádhi = a szellemi elmélyedés olyan szintje, amelyben az észlelés alanyának és tárgyának egysége tapasztalható. A lélek vándorlása mindaddig folytatódik az újjászületések (szanszára) láncolatán át - nem tudni hány életen keresztül - amíg teljességgel meg nem szabadul a tisztátalanságaitól, s a jóga által igaz és tökéletes tudásra nem tesz szert a múlhatatlan Lélekről, hogy elérje a végső megszabadulást, s tökéletes és végtelen boldogságot élvezzen, egyesülve a világlélekkel, Brahmannal. Ekkor hagyja abba a vándorlást. Ez az állapot a nirvána.
A Krisna-tudatú hívők szerint a legfontosabb a Védák ismerete, megértése és tanításainak követése. 
A Bhagavad-gítá meghatározása alapján a Legfelsőbb Úr az egyedüli irányító és minden élőlény az ő irányítása alatt áll. Amikor az élőlény megszabadul az illuzórikus anyagi energia befolyásától (májá), akkor eléri a móksa (mukti) vagyis a felszabadulás síkját. Az anyagi illúzió hatása alatt az ember hamis egója alatt gondolkodik. Valódi helyzetét akkor ismerheti fel, amikor megszabadul minden materialista gondolattól, beleértve azt is, hogy Istennel minden tekintetben eggyé válhat. Az élőlény csupán Isten számtalan energiájának egyike, s amikor ez az energia megtisztul az anyagi szennyeződéstől teljesen, Isten- (Ísvara, Krisna) tudatúvá válik, azaz felszabadul. Amíg az ember a testével azonosítja magát, addig feltételekhez kötött léleknek számít, de amikor eléri az önmegvalósítást, felemelkedik a kiegyensúlyozottság szintjére és megszabadul a feltételekhez kötött élettől. Ekkor többé már nem lesz arra ítélve, hogy újra megszülessen az anyagi világba - halála után a lelki égbe kerülhet. Az Úr hibátlan, mert mentes a vonzódásoktól és a gyűlölettől. Ha az ember megtisztul ezektől, ő is hibátlan lesz. Alkalmassá válik arra, hogy belépjen a lelki világba és ezáltal felszabadul. Az igazi élet ekkor kezdődik.

## Dzsainizmus
A dzsaináknál a móksa a karma gátló hatása alól való megszabadulást jelent, és magasabb rendű a megvilágosodásnál (amely lehetőséget biztosít a karma még meglevő nyomainak kiirtására). 
A kévala az elkülönülés tökéletes tudása a dzsainizmusban, amely a dzsívának az adzsívától elkülönült állapotára utal. Aszketikus gyakorlatok segítségével érhető el, amelyek eltörlik a karma maradványait és ezzel megszabadítják az egyént a halál és az újjászületés körforgásának kötelékéből. 

## Buddhizmus
A buddhizmusban a „móksa” kifejezés nem gyakori, de ezzel egyenértékű kifejezés a „vimutti”, az „elengedés”

## Fordítás
Ez a szócikk részben vagy egészben  a   Moksha című angol Wikipédia-szócikk fordításán alapul.  Az eredeti cikk szerkesztőit annak laptörténete sorolja fel. Ez a jelzés csupán a megfogalmazás eredetét és a szerzői jogokat jelzi, nem szolgál a cikkben szereplő információk forrásmegjelöléseként.